# Mitchell Watt (Leichtathlet)
Mitchell Watt (* 25. März 1988 in Bendigo) ist ein australischer Weitspringer. Seine Bestweite liegt bei 8,54 m, aufgestellt am 29. Juli 2011 in Stockholm. Bei einer Körpergröße von 1,84 m beträgt sein Wettkampfgewicht 83 kg.

## Leben
Mitchell Watt studiert Wirtschaftsrecht an der University of Queensland in Brisbane. Sein Verein ist der QE2 Track Club. Am 31. August 2016 gab er aufgrund von Achillessehnenproblemen sein Karriereende bekannt.

## Erfolge
Nachdem er sich fünf Jahre lang nicht mehr mit Leichtathletik beschäftigt hatte (sein weitester Sprung datierte mit 6,98 m aus dem Jahr 2002) begann er mit seinem Trainer Gary Bourne, sich für die australische Weitsprungsaison 2008 vorzubereiten. Mit 7,72 m wurde er 2008 Dritter bei der IAAF World Athletics Tour in Melbourne. Bei den anschließenden Australischen Meisterschaften wurde er mit 7,33 m Achter. Seine Bestleistung 2008 war 7,97 m, gesprungen in Gold Coast.
Im Jahr 2009 stieß Mitchell Watt in die Weltspitze vor. Zuerst sprang er im Januar in Gold Coast 8,04 m, dann wurde er bei der IAAF World Athletics Tour in Melbourne mit 8,11 m hinter Fabrice Lapierre Zweiter. Bei den Australischen Meisterschaften 2009 wurde er mit 8,10 m ebenfalls hinter Fabrice Lapierre Zweiter. Er nahm an dieser auch am 100-Meter-Lauf teil und hatte mit 10,37 s eine Zeit, die für eine Weltmeisterschaftsqualifikation gereicht hätte. Beim Grand Prix in Madrid im Juli 2009 (4. Platz) steigerte er seine Bestleistung auf 8,34 m. Am 20. Juli 2009 sprang er in Rethymno 8,43 m bei legalen 2,0 m/s Rückenwind. Dies war der weltweit fünftweiteste Sprung 2009 sowie der zweitweiteste, der je von einem Australier gesprungen wurde. Der australische Rekord lag seit dem Jahr 2000 bei 8,49 m und wurde von Jai Taurima gehalten. Seine gute Form bestätigte er bei den Weltmeisterschaften 2009 in Berlin mit der Bronzemedaille nach einem Sprung von 8,37 m. Ebenfalls Dritter wurde er bei den Hallenweltmeisterschaften 2010 in Doha (mit 8,05 m).
Die Silbermedaille holte er bei den Weltmeisterschaften 2011 in Daegu mit 8,33 m hinter dem viermaligen Weltmeister Dwight Phillips. Bei seinen ersten Olympischen Spielen, den Olympischen Spielen 2012 in London, erhielt er für seine 8,16 m ebenfalls die Silbermedaille.

### Bestleistungen
Die Australische Weitsprungmeisterschaft konnte er zum ersten Mal 2011 mit einem neuen Stadionrekord von 8,44 m im Olympic Park Stadium in Melbourne gewinnen. Schon sein erster Sprung von 8,17 m hätte ihm die Australische Meisterschaft gesichert. Die 8,44 m sprang er im letzten Versuch. 8,44 m sprang er erneut beim Sieg im Shanghai Golden Grand Prix, einer Station der Diamond League, im Shanghai-Stadion am 15. Mai 2011. Bei der DN Galan im Olympiastadion Stockholm am 29. Juli 2011 im Rahmen der Diamond League sprang er bei seinem Sieg mit 8,54 m einen neuen australischen Rekord. Mit dieser Weite erzielte er auch eine Weltjahresbestleistung.
Seine 100-Meter-Bestzeit verbesserte er am 18. Juni 2001 in Gold Coast auf 10,31 s.